# Колепијано (Беневенто)
Колепијано је насеље у Италији у округу Беневенто, региону Кампанија.
Према процени из 2011. у насељу је живело 66 становника. Насеље се налази на надморској висини од 94 м.